# Chauvigny-du-Perche
Chauvigny-du-Perche é uma comuna francesa na região administrativa do Centro, no departamento Loir-et-Cher. Estende-se por uma área de 23,36 km². Em 2010 a comuna tinha 227 habitantes (densidade: 9,7 hab./km²).